# Староверческая
Староверческая — станция (тип населённого пункта) в Мурашинском районе Кировской области, входит в состав Мурашинского сельского поселения.

## География
Посёлок расположен в 32 км к северо-западу от города Мураши, ж/д станция на линии Киров — Котлас.

## История
1 января 2006 года согласно Закону Кировской области от 07.12.2004 № 284-ЗО на территории посёлка образовано Староверческое сельское поселение.
Законом Кировской области от 28 апреля 2012 года № 141-ЗО Староверческое сельское поселение было упразднено, посёлок включен в состав Мурашинского сельского поселения.

## Население
| 2010 |
| ---- |
| 389  |